# Championnat de France de football de deuxième division 1946-1947
Navigation
Édition précédente Édition suivante
Le Championnat de France de football D2 1946-1947 avec une poule unique de 22 clubs, voit l’attribution du titre au FC Sochaux-Montbéliard, qui accède à la première division en compagnie de l’Olympique alésien.

## Participants
| \| FC Sochaux-Montbéliard Angers SCO Olympique alésien US Valenciennes-Anzin Lyon OU AS des Charentes SR Colmar FC Nantes AS Avignon Nîmes Olympique SA Douai CA Paris Amiens AC RCFC Besançon AS Béziers AS Troyes-Savinienne Stade clermontois OGC Nice US Le Mans SC Toulon USA PerpignanOl. d'Antibes \| Localisation des clubs engagés en Division 2. |
| FC Sochaux-Montbéliard Angers SCO Olympique alésien US Valenciennes-Anzin Lyon OU AS des Charentes SR Colmar FC Nantes AS Avignon Nîmes Olympique SA Douai CA Paris Amiens AC RCFC Besançon AS Béziers AS Troyes-Savinienne Stade clermontois OGC Nice US Le Mans SC Toulon USA PerpignanOl. d'Antibes                                                     |

24 clubs professionnels doivent participer mais le RC Vichy se trouve exclu et l'ESA Brive relégué sportivement en DH, puis repêché à la suite de l'abandon du statut professionnel du FC Grenoble, puis relégué sportivement à nouveau en DH, avant le début du championnat.
| Club                              | En D2 depuis | Classement 1945-1946 | Entraîneur                                     | Stade                         |
| --------------------------------- | ------------ | -------------------- | ---------------------------------------------- | ----------------------------- |
| Lyon OU                           | 1946         | 15e (D1)             |                                                | Stade de Gerland              |
| FC Sochaux-Montbéliard            | 1946         | 18e (D1)             | Paul Wartel                                    | Stade Auguste-Bonal           |
| Angers SCO                        | 1945         | 3e (gr. Nord)        | Georges Meuris                                 | Stade Bessonneau              |
| Olympique alésien                 | 1936         | 3e (gr. Sud)         | Pierre Pibarot                                 | Stade de la Prairie           |
| AS des Charentes                  | 1945         | 4e (gr. Nord)        | Robert Lacoste                                 | Stade Camille-Lebon           |
| Nîmes Olympique                   | 1937         | 4e (gr. Sud)         | René Dedieu                                    | Stade Jean-Bouin              |
| FC Nantes                         | 1945         | 5e (gr. Nord)        | / Anton Raab                                   | Stade Malakoff                |
| OGC Nice                          | 1945         | 5e (gr. Sud)         | Luis Valle puis Maurice Castro puis Jean Lardi | Stade du Ray                  |
| SR Colmar                         | 1937         | 6e (gr. Nord)        | Charles Nicolas                                | Stade des Francs              |
| Stade clermontois                 | 1945         | 6e (gr. Sud)         |                                                |                               |
| US Valenciennes-Anzin             | 1938         | 7e (gr. Nord)        | Arthur Plummer                                 | Stade Nungesser               |
| AS Avignon                        | 1945         | 7e (gr. Sud)         | Roger Cabanis                                  |                               |
| CA Paris                          | 1934         | 8e (gr. Nord)        | Roland Lefèvre                                 |                               |
| RCFC Besançon                     | 1945         | 9e (gr. Nord)        | Irrigaray                                      | Stade Léo-Lagrange            |
| Olympique d'Antibes-Juan-les-Pins | 1945         | 9e (gr. Sud)         | Cardi                                          | Stade du Fort Carré           |
| Amiens AC                         | 1945         | 10e (gr. Nord)       | Pierre Illiet                                  | Stade Moulonguet              |
| SC Toulon                         | 1945         | 10e (gr. Sud)        | Charles Roviglione                             |                               |
| US Le Mans                        | 1945         | 11e (gr. Nord)       | Mony Braustein                                 | Stade Léon-Bollée             |
| USA Perpignan                     | 1945         | 11e (gr. Sud)        | Castillo                                       |                               |
| SA Douai                          | 1945         | 12e (gr. Nord)       |                                                | Stade Demeny                  |
| AS Troyes-Savinienne              | 1935         | 13e (gr. Nord)       | Émile Rummelhardt                              | Stade de l'Aube               |
| AS Béziers                        | 1945         | 13e (gr. Sud)        | André Riou                                     | Parc des Sports de Sauclières |

Légende
- Relégué de Division 1 1945-1946
- Promu de DH 1945-1946

### Changements d'entraîneur
| Club                              | Entraîneur partant  | Motif du départ | Date de départ   | Position    | Entraîneur arrivant | Date d'arrivée   |
| --------------------------------- | ------------------- | --------------- | ---------------- | ----------- | ------------------- | ---------------- |
| Amiens AC                         | Kaj Andrup          | ?               | Intersaison      | Intersaison | Pierre Illiet       | Intersaison      |
| Olympique d'Antibes-Juan-les-Pins | Numa Andoire        | ?               | Intersaison      | Intersaison | Cardi               | Intersaison      |
| RCFC Besançon                     | Lucien Laurent      | ?               | Intersaison      | Intersaison | Irrigaray           | Intersaison      |
| AS Béziers                        | Henry Grunbaun      | ?               | Intersaison      | Intersaison | André Riou          | Intersaison      |
| SR Colmar                         | Frédéric Schuller   | ?               | Intersaison      | Intersaison | Charles Nicolas     | Intersaison      |
| SA Douai                          | Pierre Parmentier   | ?               | Intersaison      | Intersaison | ?                   | Intersaison      |
| FC Nantes                         | / Aimé Nuic         | ?               | Intersaison      | Intersaison | / Anton Raab        | Intersaison      |
| OGC Nice                          | Luis Valle          | ?               | 9 décembre 1946  | 12e         | Maurice Castro      | 8 décembre 1946  |
| OGC Nice                          | Maurice Castro      | ?               | 18 décembre 1946 | 12e         | Jean Lardi          | 18 décembre 1946 |
| Nîmes Olympique                   | Louis Gabrillargues | ?               | Intersaison      | Intersaison | René Dedieu         | Intersaison      |
| CA Paris                          | Jean Laurent        | ?               | Intersaison      | Intersaison | Roland Lefèvre      | Intersaison      |
| USA Perpignan                     | Janin               | ?               | Intersaison      | Intersaison | Castillo            | Intersaison      |
| AS Troyes-Savinienne              | Charles Nicolas     | ?               | Intersaison      | Intersaison | Émile Rummelhardt   | Intersaison      |
| US Valenciennes-Anzin             | Charles Demeillez   | ?               | Intersaison      | Intersaison | Arthur Plummer      | Intersaison      |

## Compétition
À l'origine, 24 clubs professionnels devraient figurer dans le championnat. À quelques jours du début du championnat de Division Interrégionale, les dirigeants du RC Vichy jetèrent l'éponge, le budget prévisionnel ne leur permettant seulement une impasse financière, et demandèrent leur exclusion aux instances de football. Par la suite, les dirigeants de l'ESA Brive, bien que le club fût repêché à la suite de l'abandon du statut professionnel du FC Grenoble, demanda à être relégué sportivement en Division d'Honneur, comme le stipulait le règlement intérieur concernant les relégations sur le plan sportif à cette époque. Après réflexion, vu l'accord commun passé entre le club et les instances de football, le comité exécutif permettra la relégation de l'ESA Brive en Division d'Honneur - il ne s'agit pas d'une relégation administrative - les pourparlers se débouchant notamment sur le plan financier du club briviste. L'exclusion du RC Vichy, certes tardive, en plus de l'épisode ESA Brive, se faisant juste avant le début de l'exercice, les instances de football n'eurent point le temps de modifier le calendrier ayant été établi un mois plus tôt. Le match Vichy - Brive avait été programmé pour la première journée. Ce qui amènera alors à deux clubs exempts à chacune des 44 journées restantes. À noter toutefois, selon le règlement des instances de football, puisque les deux clubs n'ont pas débuté le championnat, que la rétrogradation administrative du RC Vichy et la relégation sur le plan sportif de l'ESA Brive devra être et sera prise en compte pour la saison 1945-46.
Voici la première journée du calendrier officiel 1946-47 (les matchs retour se disputeront lors de la 28e journée) :
Besançon - Nantes ; Avignon - Valenciennes ; Troyes - Alès ; Douai - Toulon ; Perpignan - Amiens ; Le Mans - Colmar ; VICHY - BRIVE ; Angers - Sochaux ; Antibes - Béziers ; Nîmes - Nice ; Angoulême - Clermont ; Lyon OU - CA Paris.
(Extrait du journal "l'avenir normand" du 17 août 1946, page 4, sur Gallica)
Certains aiment à dire que le FC Grenoble et le RC Vichy furent exclus du championnat. Cependant, avant l'émission du calendrier officiel, le FC Grenoble abandonne le statut professionnel, d'où sa relégation administrative.

### Classement final
| Rang | Équipe                            | Pts | J  | G  | N  | P  | Bp  | Bc  | Diff |
| ---- | --------------------------------- | --- | -- | -- | -- | -- | --- | --- | ---- |
| 1    | FC Sochaux-Montbéliard R          | 63  | 42 | 25 | 13 | 4  | 141 | 61  | +80  |
| 2    | Olympique alésien                 | 58  | 42 | 26 | 6  | 10 | 110 | 68  | +42  |
| 3    | Angers SCO                        | 56  | 42 | 24 | 8  | 10 | 98  | 55  | +43  |
| 4    | US Valenciennes-Anzin             | 55  | 42 | 22 | 11 | 9  | 68  | 47  | +21  |
| 5    | Lyon OU R                         | 53  | 42 | 23 | 7  | 12 | 81  | 47  | +34  |
| 6    | AS des Charentes                  | 51  | 42 | 18 | 13 | 10 | 88  | 61  | +27  |
| 7    | SR Colmar                         | 49  | 42 | 19 | 11 | 12 | 80  | 75  | +5   |
| 8    | FC Nantes                         | 45  | 42 | 16 | 13 | 13 | 66  | 70  | -4   |
| 9    | Nîmes Olympique                   | 42  | 42 | 15 | 12 | 15 | 69  | 68  | +1   |
| 10   | AS Avignon                        | 42  | 42 | 18 | 6  | 18 | 75  | 81  | -6   |
| 11   | SA Douai                          | 41  | 42 | 13 | 15 | 14 | 62  | 60  | +2   |
| 12   | CA Paris                          | 41  | 42 | 15 | 11 | 16 | 75  | 74  | +1   |
| 13   | Amiens AC                         | 38  | 42 | 15 | 8  | 19 | 63  | 77  | -14  |
| 14   | RCFC Besançon                     | 37  | 42 | 13 | 7  | 20 | 54  | 58  | -4   |
| 15   | AS Béziers                        | 37  | 42 | 12 | 13 | 17 | 57  | 62  | -5   |
| 16   | AS Troyes-Savinienne              | 37  | 42 | 11 | 15 | 16 | 59  | 68  | -9   |
| 17   | Stade clermontois                 | 37  | 42 | 12 | 13 | 17 | 69  | 81  | -12  |
| 18   | OGC Nice                          | 36  | 42 | 14 | 8  | 20 | 58  | 73  | -15  |
| 19   | US Le Mans                        | 33  | 42 | 13 | 7  | 22 | 66  | 97  | -31  |
| 20   | SC Toulon                         | 32  | 42 | 12 | 8  | 22 | 59  | 64  | -5   |
| 21   | USA Perpignan                     | 22  | 42 | 8  | 6  | 28 | 57  | 130 | -73  |
| 22   | Olympique d'Antibes-Juan-les-Pins | 19  | 42 | 7  | 5  | 30 | 42  | 120 | -78  |

Promotions et relégations
- Montée en Division 1 1947-1948
- Rétrogradation administrative en DH 1947-1948

Abréviations

### Résultats
| Résultats (▼dom., ►ext.)                                   | ALE | AMI | ANGE | ANGO | ANT | AVI | BES | BEZ | CLE | COL | DOU | LEM | LYO | NAN | NIC | NIM | PAR | PER | SOC | TOU | TRO | VAL |
| Olympique alésien                                          |     | 3-1 | 2-0  | 3-1  | 6-0 | 5-1 | 0-4 | 2-0 | J   | J   | J   | J   | J   | J   | J   | J   | J   | J   | J   | 3-2 | 6-0 | 1-1 |
| Amiens AC                                                  | 1-4 |     | 1-4  | 2-2  | 6-2 | 0-4 | 0-0 | 0-1 | J   | J   | J   | J   | J   | J   | J   | J   | J   | J   | J   | 2-1 | 1-1 | 1-2 |
| Angers SCO                                                 | 3-4 | 2-0 |      | 2-2  | 8-2 | 5-2 | 1-0 | 1-0 | J   | J   | J   | J   | J   | J   | J   | J   | J   | J   | 0-2 | 1-1 | 3-0 | 1-1 |
| AS des Charentes                                           | 1-2 | 2-0 | 2-2  |      | J   | J   | J   | J   | 2-0 | J   | J   | J   | J   | J   | J   | J   | J   | J   | J   | 2-0 | 3-0 | 0-1 |
| Olympique d'Antibes-Juan-les-Pins                          | 1-4 | 1-1 | 1-3  | J    |     | J   | J   | 2-0 | J   | J   | J   | J   | J   | J   | J   | J   | J   | J   | J   | 2-1 | 0-2 | 0-1 |
| AS Avignon                                                 | 1-3 | 3-1 | 2-1  | J    | J   |     | J   | J   | J   | J   | J   | J   | J   | J   | J   | J   | J   | J   | J   | 0-2 | 3-2 | 4-2 |
| RCFC Besançon                                              | 1-3 | 1-0 | 2-0  | J    | J   | J   |     | J   | J   | J   | J   | J   | J   | 2-0 | J   | J   | J   | J   | J   | 2-0 | 3-2 | 1-2 |
| AS Béziers                                                 | 1-1 | 3-0 | 1-3  | J    | J   | J   | J   |     | J   | J   | J   | J   | J   | J   | J   | J   | J   | J   | J   | 1-0 | 2-1 | 1-3 |
| Stade clermontois                                          | 1-0 | 1-1 | 2-2  | J    | J   | J   | J   | J   |     | J   | J   | J   | J   | J   | J   | J   | J   | J   | J   | 4-1 | 0-0 | 1-2 |
| SR Colmar                                                  | 1-1 | 1-1 | 1-0  | J    | J   | J   | J   | J   | J   |     | J   | J   | J   | J   | J   | J   | J   | J   | J   | 1-0 | 2-0 | 4-2 |
| SA Douai                                                   | 2-1 | 1-3 | 1-3  | J    | J   | J   | J   | J   | J   | J   |     | J   | J   | J   | J   | J   | J   | J   | J   | 2-1 | 3-4 | 1-0 |
| US Le Mans                                                 | 0-2 | 4-2 | 2-3  | J    | J   | J   | J   | J   | J   | J   | J   |     | J   | J   | J   | J   | J   | J   | J   | 2-1 | 3-1 | 0-0 |
| Lyon OU                                                    | 1-2 | 2-1 | 2-1  | J    | J   | J   | J   | J   | J   | J   | J   | J   |     | J   | J   | J   | 5-2 | J   | J   | 2-1 | 2-0 | 3-1 |
| FC Nantes                                                  | 4-2 | 0-1 | 0-3  | J    | J   | J   | J   | J   | J   | J   | J   | J   | J   |     | J   | J   | J   | J   | J   | 3-2 | 0-0 | 2-2 |
| OGC Nice                                                   | 1-2 | 1-2 | 2-3  | J    | J   | J   | J   | J   | J   | J   | J   | J   | J   | J   |     | J   | J   | J   | J   | 1-5 | 3-1 | 1-3 |
| Nîmes Olympique                                            | 1-1 | 3-2 | 1-2  | J    | J   | J   | J   | J   | J   | J   | J   | J   | J   | J   | 0-1 |     | J   | J   | J   | J   | 4-1 | 0-1 |
| CA Paris                                                   | 2-2 | 1-2 | 2-4  | J    | J   | J   | J   | J   | J   | J   | J   | J   | J   | J   | J   | J   |     | J   | J   | 3-2 | 0-0 | 1-2 |
| USA Perpignan                                              | 2-5 | 2-3 | 1-3  | J    | J   | J   | J   | J   | J   | J   | J   | J   | J   | J   | J   | J   | J   |     | J   | 2-2 | 1-1 | 4-1 |
| FC Sochaux-Montbéliard                                     | 6-3 | 5-3 | 0-2  | J    | J   | J   | J   | J   | J   | J   | J   | J   | J   | J   | J   | J   | J   | J   |     | 4-1 | 5-2 | 2-0 |
| SC Toulon                                                  | 2-0 | 5-1 | 1-0  | J    | J   | J   | J   | J   | J   | J   | J   | J   | J   | J   | J   | J   | J   | J   | J   |     | 0-3 | 2-2 |
| AS Troyes-Savinienne                                       | 0-0 | 0-1 | 4-1  | J    | J   | J   | J   | J   | J   | J   | J   | J   | J   | J   | J   | J   | J   | J   | J   | 0-0 |     | 0-3 |
| US Valenciennes-Anzin                                      | 7-2 | 1-1 | 0-2  | J    | J   | J   | J   | J   | J   | J   | J   | J   | J   | J   | J   | J   | J   | J   | J   | 2-1 | 2-2 |     |
| - Victoire à domicile - Match nul - Victoire à l'extérieur |     |     |      |      |     |     |     |     |     |     |     |     |     |     |     |     |     |     |     |     |     |     |

## Bilan de la saison
À l’issue de ce championnat :
| Promotions et relégations | Promotions et relégations         |
| ------------------------- | --------------------------------- |
| Relégués en D2            | RC Lens                           |
| Relégués en D2            | Le Havre AC                       |
| Relégués en D2            | FC Girondins de Bordeaux          |
| Relégués en D2            | FC Rouen                          |
| Promus en D1              | FC Sochaux-Montbéliard            |
| Promus en D1              | Olympique alésien                 |
| Relégués en DH            | Stade clermontois                 |
| Relégués en DH            | SC Toulon                         |
| Relégués en DH            | USA Perpignan                     |
| Relégués en DH            | Olympique d'Antibes-Juan-les-Pins |
| Promus en D2              | Aucun                             |

## Statistiques
Le meilleur buteur de la saison est Pépi Humpal de Sochaux, avec un total de 45 buts.